# 李秉衡
李 秉衡（り へいこう、Li Bingheng、1830年 - 1900年）は、清末の官僚。字は鑑堂。奉天省奉天府海城県出身。
県丞の地位を買い、やがて知県に昇進した。1879年、冀州知州となり、飢饉に対処した。1881年、永平知府となり、「北直隷第一の廉吏」と称された。張之洞の推薦で浙江按察使に抜擢されたが、任地に赴く前に広西按察使に転任となった。清仏戦争の際には補給と医局の開設にあたり、さらに馮子材とともにランソンでフランス軍に勝利をおさめた。
1894年、日清戦争が勃発すると山東巡撫に起用されたが、威海衛の防衛に失敗した。1897年に大刀会がドイツ人宣教師を殺害する曹州教案が発生し、ドイツ公使の圧力で李平衡は山東巡撫を解任された。その後、四川総督に遷されたが、ドイツの圧力でまたも解任された。
1900年、長江水師大臣に起用された。同年、義和団の乱が発生すると、兵を率いて北京に入り、西太后に主戦論を説いた。そして楊村に出撃し、八カ国連合軍と戦ったが敗北し、通州に退いたところで自殺した。忠節の諡号が贈られた。